# العلاقات اليونانية الصربية
العلاقات اليونانية الصربية هي العلاقات الثنائية التي تجمع بين اليونان وصربيا.

## مقارنة بين البلدين
هذه مقارنة عامة ومرجعية للدولتين:
| وجه المقارنة                                              | اليونان                                                                             | صربيا                                                      |
| --------------------------------------------------------- | ----------------------------------------------------------------------------------- | ---------------------------------------------------------- |
| المساحة (كم2)                                             | 131.96 ألف                                                                          | 88.36 ألف                                                  |
| عدد السكان (نسمة)                                         | 10.76 مليون                                                                         | 7.02 مليون                                                 |
| الكثافة السكانية (ن./كم²)                                 | 81.54                                                                               | 79.45                                                      |
| العاصمة                                                   | أثينا، نافبليو                                                                      | بلغراد                                                     |
| اللغة الرسمية                                             | لغة يونانية، Demotic Greek ‏                                                         | اللغة الصربية                                              |
| العملة                                                    | يورو، دراخما، Phoenix (currency) ‏                                                   | دينار صربي                                                 |
| الناتج المحلي الإجمالي (بليون دولار)                      | 200.29 مليار                                                                        | 41.43 مليار                                                |
| الناتج المحلي الإجمالي (تعادل القوة الشرائية) بليون دولار | 285.45 مليار                                                                        | 100.13 مليار                                               |
| الناتج المحلي الإجمالي الاسمي للفرد دولار أمريكي          | 18.00 ألف                                                                           | 5.24 ألف                                                   |
| الناتج المحلي الإجمالي للفرد دولار أمريكي                 | 26.85 ألف                                                                           | 13.59 ألف                                                  |
| مؤشر التنمية البشرية                                      | 0.865                                                                               | 0.771                                                      |
| رمز المكالمات الدولي                                      | +30                                                                                 | +381                                                       |
| رمز الإنترنت                                              | .gr                                                                                 | .rs، .срб ‏                                                 |
| المنطقة الزمنية                                           | توقيت شرق أوروبا، ت ع م+02:00، ت ع م+03:00، توقيت شرق أوروبا الصيفي ‏، أوروبا/أثينا ‏ | توقيت وسط أوروبا، ت ع م+01:00، ت ع م+02:00، أوروبا/بلغراد ‏ |

## مدن متوأمة
في ما يلي قائمة باتفاقيات التوأمة بين مدن يونانية وصربية:
- ترتبط كورنث مع ياغودينا باتفاقية توأمة.
- ترتبط أثينا مع بلغراد باتفاقية توأمة منذ 18 سبتمبر 1991.
- ترتبط كورفو مع زمون [الإنجليزية]‏ باتفاقية توأمة.
- ترتبط فيروناس مع ألكسيناتش باتفاقية توأمة.
- ترتبط فولوس مع سميديريفو باتفاقية توأمة منذ 2007.
- ترتبط أغيا باراسكيفي مع غروتسكا باتفاقية توأمة.[15]
- ترتبط Filippoi [الإنجليزية]‏ مع تشاتشاك باتفاقية توأمة.
- ترتبط نيا بينتيلي مع Voždovac [الإنجليزية]‏ باتفاقية توأمة.
- ترتبط كاتريني مع تشاتشاك باتفاقية توأمة.
- ترتبط إيليوبولي مع نوفي ساد باتفاقية توأمة منذ 29 سبتمبر 2000.[16]
- ترتبط أياني مع ألكسيناتش باتفاقية توأمة.
- ترتبط Amarusio Municipality  [لغات أخرى]‏ مع نيش باتفاقية توأمة منذ 10 يونيو 1992.[17][17]
- ترتبط باتراس مع ألكسيناتش باتفاقية توأمة منذ 10 سبتمبر 2013.[18][19][20][21]
- ترتبط أسبرطة مع نيش باتفاقية توأمة.
- ترتبط إذيسا مع غورنيي ميلانوفاتس باتفاقية توأمة.
- ترتبط أسبرطة مع نيش باتفاقية توأمة.
- ترتبط أرغوستولي مع شاباتس باتفاقية توأمة.
- ترتبط غليفاذا مع نيش باتفاقية توأمة.
- ترتبط لافريو مع ألكسيناتش باتفاقية توأمة.
- ترتبط خريسوبولي مع ياغودينا باتفاقية توأمة.
- ترتبط كسانثي مع New Belgrade [الإنجليزية]‏ باتفاقية توأمة.
- ترتبط فيريا مع أوزيتشى باتفاقية توأمة.

## منظمات دولية مشتركة
يشترك البلدان في عضوية مجموعة من المنظمات الدولية، منها:
| علم المنظمة | اسم المنظمة                               | تاريخ انضمام اليونان | تاريخ انضمام صربيا |
| ----------- | ----------------------------------------- | -------------------- | ------------------ |
|             | وكالة ضمان الاستثمار متعدد الأطراف        | 30 أغسطس 1993        | 19 مارس 1993       |
|             | الأمم المتحدة                             | 25 أكتوبر 1945       | 1 نوفمبر 2000      |
|             | الفريق المعني برصد الأرض                  | ?                    | ?                  |
|             | منظمة حظر الأسلحة الكيميائية              | ?                    | ?                  |
|             | منظمة الشرطة الجنائية الدولية             | ?                    | ?                  |
|             | منظمة الأمن والتعاون في أوروبا            | 25 يونيو 1973        | 3 يونيو 2006       |
|             | مؤسسة التنمية الدولية                     | 9 يناير 1962         | 25 فبراير 1993     |
|             | يونسكو                                    | 4 نوفمبر 1946        | 20 ديسمبر 2000     |
|             | مجلس أوروبا                               | 9 أغسطس 1949         | 3 أبريل 2003       |
|             | الاتحاد البريدي العالمي                   | ?                    | ?                  |
|             | البنك الدولي للإنشاء والتعمير             | 27 ديسمبر 1945       | 25 فبراير 1993     |
|             | منظمة التعاون الاقتصادي للبحر الأسود      | ?                    | 1 أبريل 2004       |
|             | المنظمة الهيدروغرافية الدولية             | ?                    | ?                  |
|             | الاتحاد الدولي للاتصالات                  | 1866                 | 1 يونيو 2001       |
|             | مؤسسة التمويل الدولية                     | 26 سبتمبر 1957       | 25 فبراير 1993     |
|             | المنظمة الأوروبية لسلامة الملاحة الجوية   | 1988                 | 2005               |
|             | المركز الدولي لتسوية المنازعات الاستشارية | 21 مايو 1969         | 8 يونيو 2007       |
|             | مجموعة الموردين النوويين                  | ?                    | ?                  |

## أعلام
هذه قائمة لبعض الشخصيات التي تربطها علاقات بالبلدين:
- الأميرة إليزابيث يوغوسلافيا (ناشطة حقوق إنسان صربية، 7 أبريل 1936 – )
- إيغور ميلوسيفيتش (لاعب كرة سلة يوناني، 14 أبريل 1986 – )
- برانيسلاف برلفيتش (19 ديسمبر 1966 – )
- بريدراغ دورديفيتش (لاعب كرة قدم صربي، 4 أغسطس 1972[29] – )
- بيجا ستوجاكوفتش (لاعب كرة سلة صربي، 9 يونيو 1977 – )
- دراغان تارلاك (لاعب كرة سلة يوناني، 9 مايو 1973 – )
- دوشان جيليتش (لاعب كرة سلة صربي، 13 أغسطس 1975 – )
- دوشان شاكوتا (22 أبريل 1986 – )
- رادوسلاف نستروفيتش (30 مايو 1976 – )
- سلوبودان سوبوتيتش (15 أغسطس 1956 – )
- فلادو يانكوفيتش (3 مارس 1990 – )
- ماركو جاريك (لاعب كرة سلة صربي، 12 أكتوبر 1978 – )
- ميروسلاف بيكارسكي (21 مارس 1967 – )
- ميلان توميتش (24 يوليو 1973 – )
- ميلان جروفيتش (17 يونيو 1976 – )

## وصلات خارجية
- موقع وزارة الخارجية اليونانية
- موقع وزارة الخارجية الصربية